# La riparatrice di reti
La riparatrice di reti (The Mender of Nets) è un cortometraggio muto del 1912 diretto da David Wark Griffith.
Fu il primo film girato da Mary Pickford dopo il suo ritorno alla Biograph.

## Trama
In un villaggio di pescatori, una ragazza che vive rammendando le reti accetta la proposta di un giovane del posto. Lui, però, continua a vedere ancora la sua ex, una giovane ancora innamorata di lui, che cerca di farlo tornare a sé per riparare al disonore che lui le ha arrecato. Per vendicare la sorella, il fratello di quest'ultima va in cerca del pescatore per ucciderlo. Lo sorprende insieme alla rammendatrice che, ignara di tutto, si getta davanti al fidanzato per proteggerlo con il suo corpo. L'aggressore, allora, se ne va, lasciandoli soli. Mentre i due si abbracciano, arriva la ragazza abbandonata: tra le due giovani donne scoppia un diverbio ma, ben presto, la rammendatrice si rende conto che ormai non vuole più avere niente a che fare con il fidanzato e lo lascia alla sua rivale.

## Produzione
Il film fu prodotto dalla Biograph Company. Venne girato a Santa Monica, California.

## Distribuzione
Distribuito dalla General Film Company, il film - un cortometraggio di una bobina - uscì nelle sale cinematografiche statunitensi il 15 febbraio 1912. Ne fu fatta una riedizione che uscì il 12 agosto 1914.
Copie della pellicola sono conservate negli archivi del Mary Pickford Institute for Film Education.